# Región Circumboreal

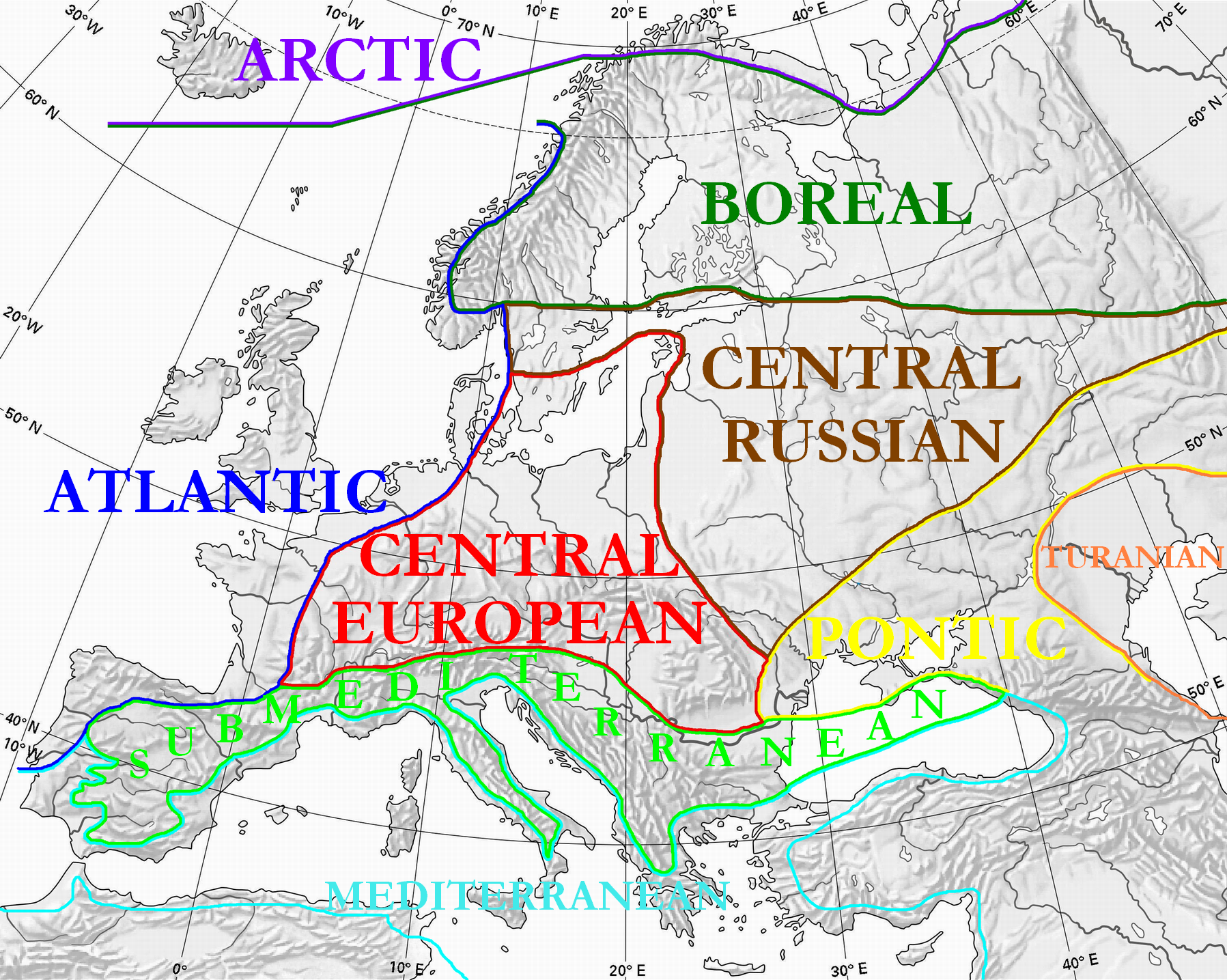
Región florística de Europa según Wolfgang Frey y Rainer Lösch

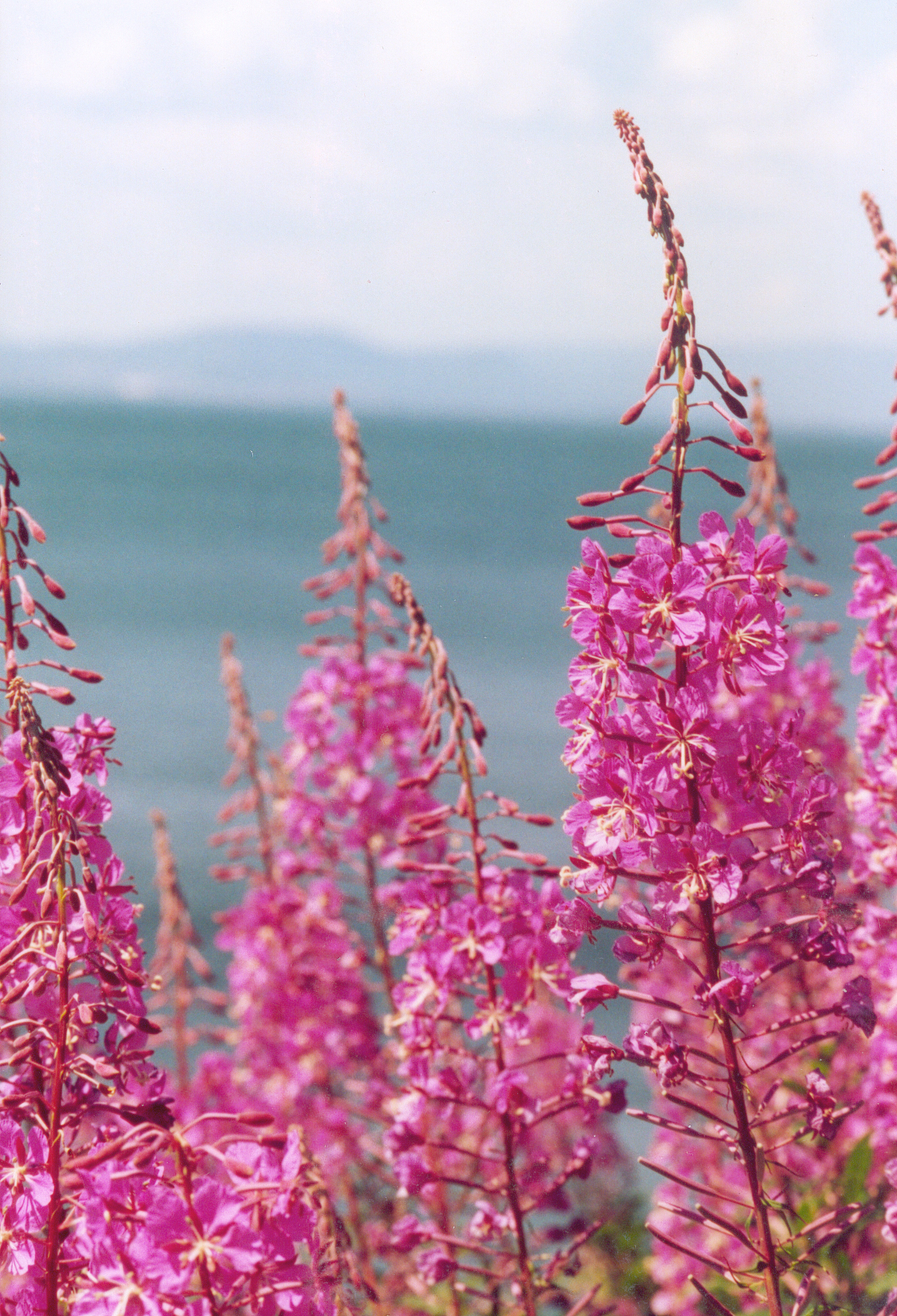
Epilobium angustifolium

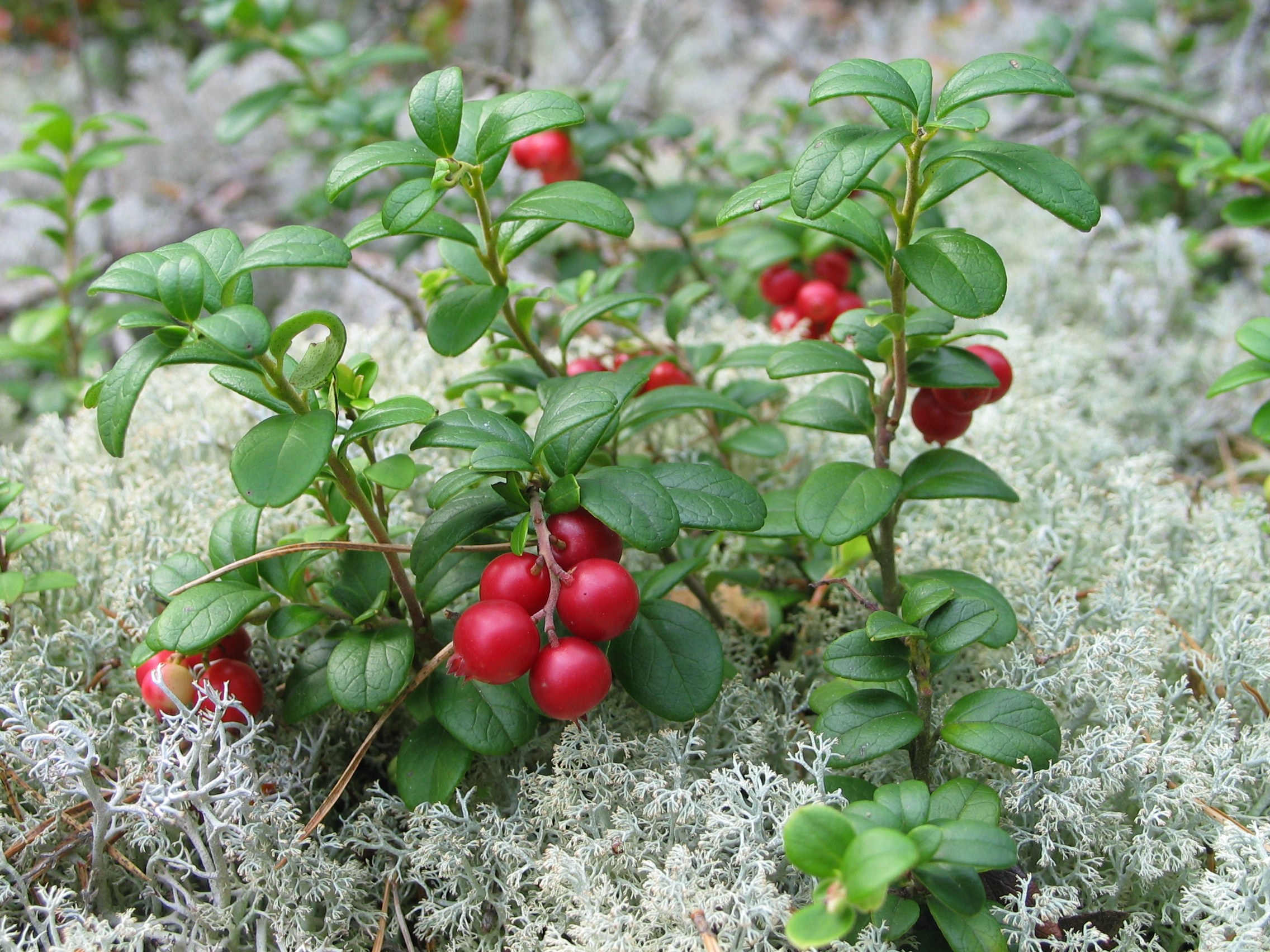
Vaccinium vitis-idaea

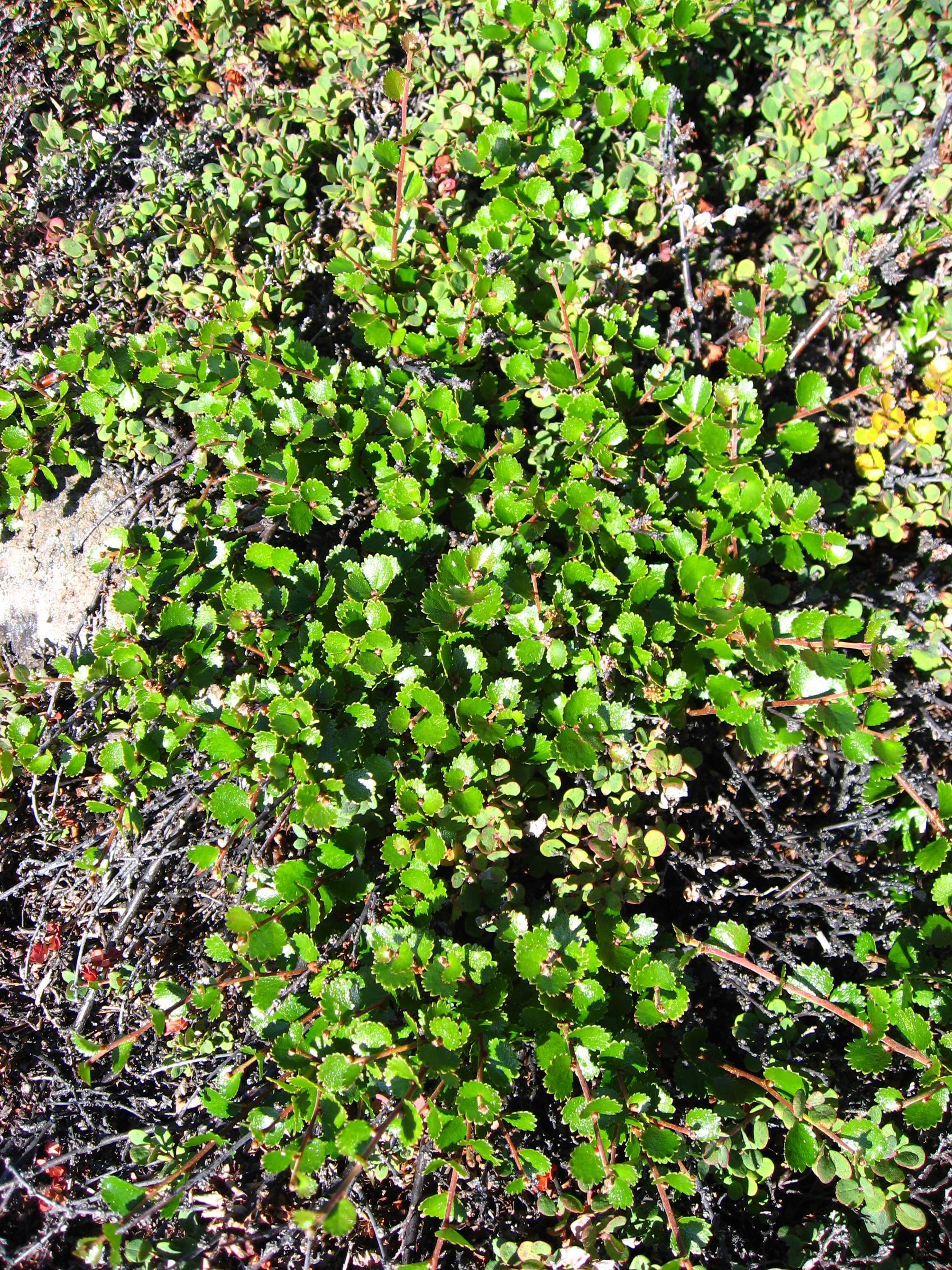
Betula nana en Groenlandia

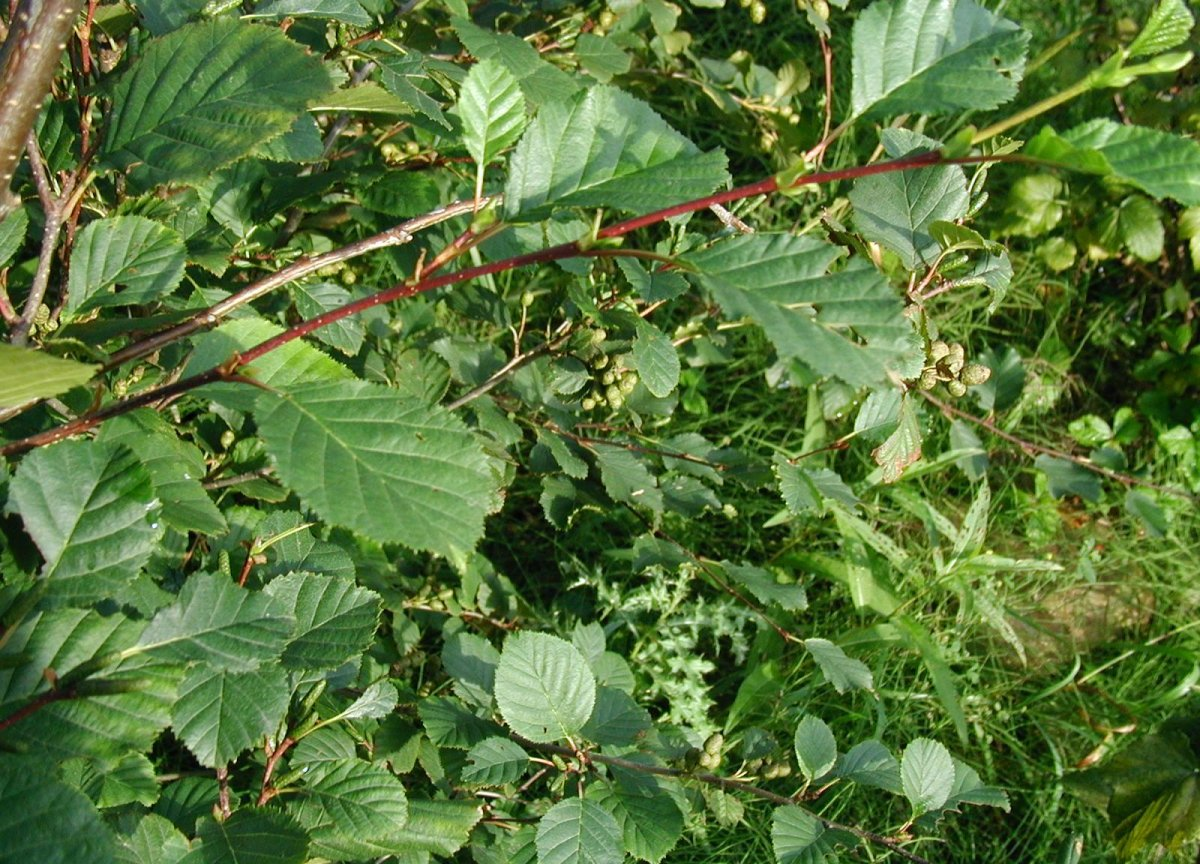
Alnus viridis

La región circumboreal es una región florística dentro del Reino Holártico en Eurasia y en Norteamérica, delineada por geobotánicos como Josias Braun-Blanquet y Armen Takhtajan. 
Por área, es la más grande región florística del mundo, comprendiendo la mayoría de Canadá, Alaska, Europa, Cáucaso, Rusia, como norte de Anatolia (al menos el sur de la región) y partes del norte de Nueva Inglaterra, Míchigan, Minnesota. Muchos geobotánicos dividem las áreas eurasiáticas y norteamericanas dentro de dos regiones distintas. Los continentes, sin embargo, comparten mucha de su flora boreal (e.g. Betula nana, Alnus viridis, Vaccinium vitis-idaea, Arctostaphylos uva-ursi). Su flora se empobreció severamente durante la glaciación del Pleistoceno. 
La región está limitada por la asiática oriental, norteamericana atlántica, de las Montañas Rocosas, mediterránea y región Irano-Turaña. 
No hay familias endémicas en esta región, pero si hay géneros endémicos(e.g. Lunaria, Borodinia, Gorodkovia, Redowskia, Soldanella, Physospermum, Astrantia, Thorella, Pulmonaria, Erinus, Ramonda, Haberlea, Jankaea, Stratiotes, Telekia) y muchas especies endémicas, especialmente en las montañas.
Está subdividida en provincias florísticas. Su delineación es debatible. De acuerdo a la versión de la clasificación de Takhtajan:
- Ártica, Europea Atlántica, Europea Central, Iliriana, Euxiniana, Caucasiana, Europea Oriental, Europea Norteña, Siberiana Occidental, Altái-Sayan, Siberiana Central, Transbalcaniana, Siberiana Nordeste, Okhotsk-Kamtchatkania, y Canadiense.

- Provincia Ártica (Groenlandia, Islandia, partes norteñas desarboladas de Noruega, Finlandia, Rusia, Alaska y Canadá, todas las islas del océano Ártico), con un género endémico (Diapensia) y más de cien spp. endémicas (e.g. Ranunculus sabinei, Papaver polare, Salix arctica, Colpodium vahlianum, Colpodium wrightii, Puccinellia angustata)
- Provincia Europea Atlántica (Irlanda, Reino Unido, Andorra, partes de Portugal, España, Francia, Bélgica, Holanda, Alemania, Dinamarca y Noruega), con dos géneros endémicos (Petrocoptis y Thorella), y pocas docenas de especies endémicas (e.g. Corydalis claviculata, Ulex europaeus, Genista anglica, Deschampsia setacea)
- Provincia Europea Central (Austria, Suiza, Luxemburgo, Polonia, República Checa, Eslovaquia, Hungría, partes of Croacia, Eslovenia, Italia, Francia, Bélgica, Holanda, Alemania, Dinamarca, Noruega, Suecia, Finlandia, Rusia, Estonia, Letonia, Lituania, Bielorrusia, Ucrania, Moldavia, Rumania), con varios géneros endémicos (e.g. Rhizobotrya, Hacquetia, Hladnikia, Berardia) y 10-15 % de especies endémicas (e.g. Aconitum paniculatum, Dianthus alpinus, Rhododendron hirsutum, Soldanella carpatica, Rosa abietina, Saxifraga muscoides, Trifolium saxatile, Chaerophyllum villarsii, Heracleum carpaticum, Syringa josikaea, Valeriana tripteris, Campanula zoysii, Сampanula carpatica, Pulmonaria filarzkyana, Leontopodium alpinum, Narcissus poeticus, Narcissus angustifolius, Gymnadenia albida, Carex carvula, Calamagrostis villosa)
- Provincia Iliriana (Bosnia y Herzegovina, Serbia, Macedonia del Norte, partes de Eslovenia, Croacia, Montenegro, Albania, Bulgaria, Grecia y Turquía) con varios géneros endémicos (e.g. Haberlea y Jankaea) y muchas especies endémicas (e.g. Ramonda nathaliae, Ramonda serbica, Picea omorika, Pinus heldreichii, Pinus peuce, Rheum rhaponticum, Aesculus hippocastanum, Forsythia europaea, Lathraea rhodopea, Wulfenia baldacci, Solenanthus scardicus, Amphoricarpus neumayeri, Narthecium scardicum, Dioscorea balcanica)
- Provincia Euxiniana (partes de Bulgaria, Turquía, Georgia, Rusia alrededor del mar Negro), con dos géneros endémicos (Chymsidia y Megacaryon) y muchas especies endémicas (e.g. Abies nordmanniana, Epimedium pubigerum, Quercus pontica, Quercus hartwissiana, Веtula medwedewii, Вetula megrelica, Corylus colchica, Сorylus pontica, Paeonia wittmanniana, Hypericum bupleuroides, Hypericum xylosteifolium, Rhododendron ungernii, Rhododendron smirnovii, Epigaea gaultherioides, Primula megaseifolia, Cyclamen adsharicum, Andrachne colchica, Trapa colchica, Staphylea colchica, Hedera colchica, Astrantia pontica, Heracleum mantegazzianum, Seseli rupicola, Rhamnus imeretinus, Osmanthus decorus, Trachystemon orientalis, Rhamphicarpa medwedewii, Gentiana paradoxa, Scabiosa olgae, Campanula mirabilis, Сampanula lactiflora, Inula magnifica, Lilium ponticum, Ruscus colchicus, Dioscorea caucasica, Campanula mirabilis), algunas especies endémicas y géneros compartidos con la Provincia Caucasiana (ver abajo).
- Provincia Caucasiana (partes de Rusia, Georgia, Armenia, Azerbaiyán), con cinco géneros endémicos (Pseudovesicaria, Symphyoloma, Pseudobetckea, Trigonocaryum, Cladochaeta) y muchas spp. endémicas (e.g. Betula raddeana, Papaver oreophilum, Corydalis pallidiflora, Сorydalis emanuelii, Cerastium kasbek, Сerastium argenteum, Сerastium multiflorum, Minuartia inamoena, Silena lacera, Gypsophila acutifolia, Dianthus fragrans, Sobolevskia caucasica, Draba bryoides, Draba elisabethae, Draba supranivalis, Draba molissima, Draba ossetica, Primula bayernii, Saxifraga subverticillata, Sedum stevenianum, Geranium renardii, Oxytropis owerinii, Genliana grossheimii, Gentinana septemfida var. lagodechiana, Gentiana marcowiczii, Veronica caucasica, Campanula andina, Centaurea amblyolepis, Lilium monadelphum, Galanthus latifolius, Ornithogalum magnum, Colchicum laetum, Asphodoline tenuior, Gagea helenae, Calamagrostis caucasica), muchas especies endémicas, y géneros compartidos con la Provincia Euxiniana (e.g. Agasyllis, Sredinskya, Rhododendron caucasicum, Vaccinium arctostaphylos, Daphne pontica, Paris incompleta).
- Provincia Europea Central (partes de Estonia, Letonia, Lituania, Rusia, Bielorrusia, Ucrania, Moldavia, Rumania) sin géneros endémicos, y algunas spp. endémicas (e.g. Anemone uralensis, Papaver maeoticum, Dianthus eugeniae, Dianthus krylovianus, Dianthus volgicus, Diplotaxis cretacea, Sisymbrium wolgense, Syrenia talievii, Pyrus rossica, Hedysarum cretaceum, Нedysarum ucrainicum, Erodium beketowii, Linaria cretacea, Linaria macroura, Scrophularia cretacea)
- Provincia Europea Norteña (partes de Finlandia, Suecia, Noruega, Rusia), sin géneros endémicos, con pocas spp. endémicas (e.g. Corispermum algidum, Castilleja schrenkii)
- Provincia Siberiana Occidental (partes de Rusia y Kazajistán), sin géneros endémicos, con pocas especies endémicas
- Provincia Altái-Sayan (partes de Rusia y Mongolia), con un género endémico (Microstigma) y muchas especies endémicas (e.g. Callianthemum sajanense, Eranthis sibirica, Aquilegia borodinii, Delphinium mirabile, Delphinium inconspicuum, Aconitum krylovii, Aconitum altaicum, Anemonastrum baicalense, Ranunculus sajanensis, Gymnospermium altaicum, Betula kelleriana, Stellaria martjanovii, Stellaria imbricata, Stellaria irrigua, Silene turgida, Aphragmus involucratus, Erysimum inense, Euphorbia alpina, Euphorbia altaica, Euphorbia tshuiensis, Rhodiola algida, Sedum populifolium, Chrysosplenium filipes, Caragana altaica, Vicia lilacina), Lathyrus frolovii, Lathyrus krylovii, Linum violascens, Scrophularia altaica, Schizonepeta annua, Valeriana petrophila, Brachanthemum baranovii, Echinops humilis, Saussurea serratuloides, Saussurea sajanensis, Allium pumilum, Carex tatjanae, especies de Astragalus y de Oxytropis)
- Provincia Siberiana Central (partes de Rusia) sin géneros endémicos, con pocas spp. endémicas
- Provincia Transbalcaliana (partes de Rusia y Mongolia) sin géneros endémicos, y varias spp. endémicas (e.g. Aconitum montibaicalensis, Draba baicalensis, Saxifraga algisii, Potentilla adenotricha, Astragalus trigonocarpus, Oxytropis heterotricha, Mertensia serrulata)
- Provincia Siberiana Nordeste (partes de Rusia), con un género endémico (Gorodkovia) y muchas spp. endémicas (e.g. Corydalis gorodkovii, Androsace gorodkovii, Saxifraga anadyrensis, Potentilla anadyrensis, Potentilla tollii, Helictotrichon krylovii, Poa lanatiflora).
- Provincia Okhotsk-Kamchatkania (partes de Rusia), con un género endémico (Redowskia) y muchas especies endémicas (e.g. Abies gracilis, Picea kamtschatkensis, Delphinium ochotense, Aconitum ajanense, Aconitum ochotense, Corydalis redowskii, Stellaria peduncularis, Arenaria redowskii, Lychnis ajanensis, Sorbus kamtschatcensis, Oxytropis ajanensis, Oxytropis tilingii, Sambucus kamtschatica).
- Provincia Canadiense (San Pedro y Miguelón, partes de Canadá y EE. UU.)